# Jan Huss
Jan Huss (ur. 28 grudnia 1903 w Czudcu, zm. 25 stycznia 1972 w Rzeszowie) – działacz komunistyczny i związkowy, funkcjonariusz MBP, wiceprezydent i prezydent Rzeszowa.

## Życiorys
Syn robotnika folwarcznego Kazimierza. Do 1918 ukończył szkołę podstawową i został ślusarzem. Od 1922 był czeladnikiem ślusarskim w fabryce maszyn i odlewni żelaza w Rzeszowie. W latach 1923–1925 pracował w warsztatach PKP w Stryju, następnie odbył służbę wojskową. Od 1927 pracował w warsztatach PKP we Lwowie. Działał w Związku Zawodowym Kolejarzy (ZZK), gdzie był mężem zaufania, członkiem Zarządu sekcji mechanicznej i członkiem Zarządu Koła we Lwowie. Wybierany na zjazdy okręgowe i krajowe związku. Od 1930 działał w KPZU do jej rozwiązania w 1938. Po zajęciu wschodniej Polski przez ZSRR, w latach 1939–1941 był kierownikiem grupy montażowej w zakładach mechanicznych i administracji kolei; pozostał na kolei we Lwowie do początku 1944. W lutym 1944 w obawie przed aresztowaniem zaczął ukrywać się w rodzinnych stronach. Od lipca 1944 należał do PPR w Rzeszowie, niedługo potem został kierownikiem Wydziału Zawodowego Komitetu Wojewódzkiego (KW) PPR. Od września 1944 był członkiem Komitetu Organizacyjnego Związków Zawodowych z ramienia PPR, 8 października 1944 na I konferencji został wybrany sekretarzem Okręgowej Rady Związków Zawodowych (OKZZ). W latach 1945–1948 był wiceprezydentem, a w 1948–1950 prezydentem Rzeszowa. Członek egzekutywy Komitetu Miejskiego (KM) PPR/PZPR. W 1949 ukończył trzyletnie państwowe studium administracyjne w Rzeszowie. W latach 1950–1952 kierował Wydziałem Administracyjnym KW PZPR w Rzeszowie, a od 15 maja 1952 do 30 września 1953 był naczelnikiem Wydziału X WUBP w Rzeszowie w stopniu starszego sierżanta. Później zajmował kierownicze stanowiska w budownictwie w Rzeszowie. Od 1960 był przewodniczącym Wojewódzkiej Rady Związków Zawodowych (WRZZ) w Rzeszowie. Od 1971 na emeryturze.
Zmarł w Rzeszowie. Pochowany na cmentarzu komunalnym Pobitno (sektor XXX-12-1).

## Ordery i odznaczenia
- Order Sztandaru Pracy I klasy (1969)[2]
- Order Sztandaru Pracy II klasy
- Złoty Krzyż Zasługi (12 czerwca 1946)[3]